# 庞永辉
庞永辉（1973年6月—），河北曲阳人，汉族，中国共产党党员。中华人民共和国政治人物、第十三届全国人民代表大会河北地区代表。他是定窑陶瓷艺术家、中国工艺美术大师。

## 生平
2018年2月24日，当选为第十三届全国人大代表。